# قلعة لعلع
قلعة لعلع أو قلعة فلفلة إحدى قلاع مكة المكرمة، وتنطق بفتح اللام وسكون العين وفتح اللام الثانية، تقع القلعة على إحدى قمم جبل قعيقعان المعروفة باسم جبل لعلع أو جبل اللاسلكي المطل على المسجد الحرام من الناحية الشمالية الغربية، بنيت عام 1215 هـ الموافق 1800، وفي العام 1285 هـ حولت إلى مستشفى، وفي العهد السعودي اتخذت مركزا للبرق ومدرسة لللاسلكي، يأخذ تخطيطها الشكل المستطيل بمدخل في منتصف ضلعها الجنوبي، ولها فناء تلتف حوله مرافق القلعة من جميع الجهات فيما عدا الجهة الشرقية، وهي مكونة من طابقين.

## الموقع
تقع قلعة لعلع بمحلة الشامية شمال المسجد الحرام بنحو (500م) وتعلتي قمة جبل قعيقعان وملاصقة لبازان الشامية المعروف والعائد بنائه لبدايات العهد السعودي والذي يحدها من الجهة الشرقية، ومن الشمال والغرب والجنوب تحدها دور سكنية.

## الإزالة
تم ازالة القلعة في مشاريع توسعة الملك عبد العزيز.

## الصور

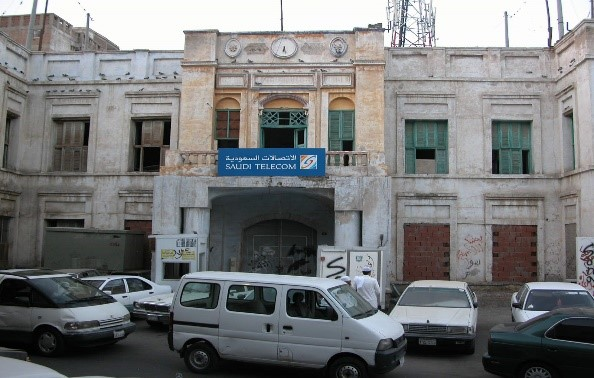
القلعة وقد اعتراها الاهمال.
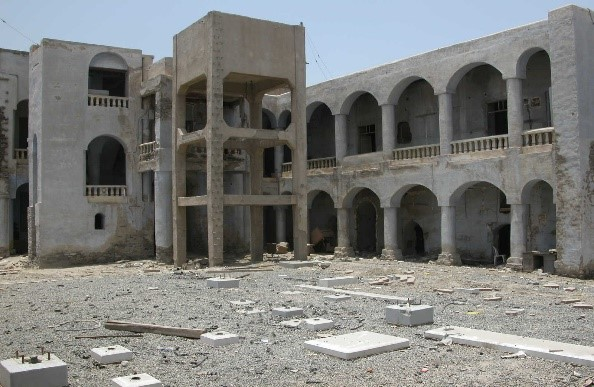
القلعة بعد أن أصبحت مهجورة.